# Rostor

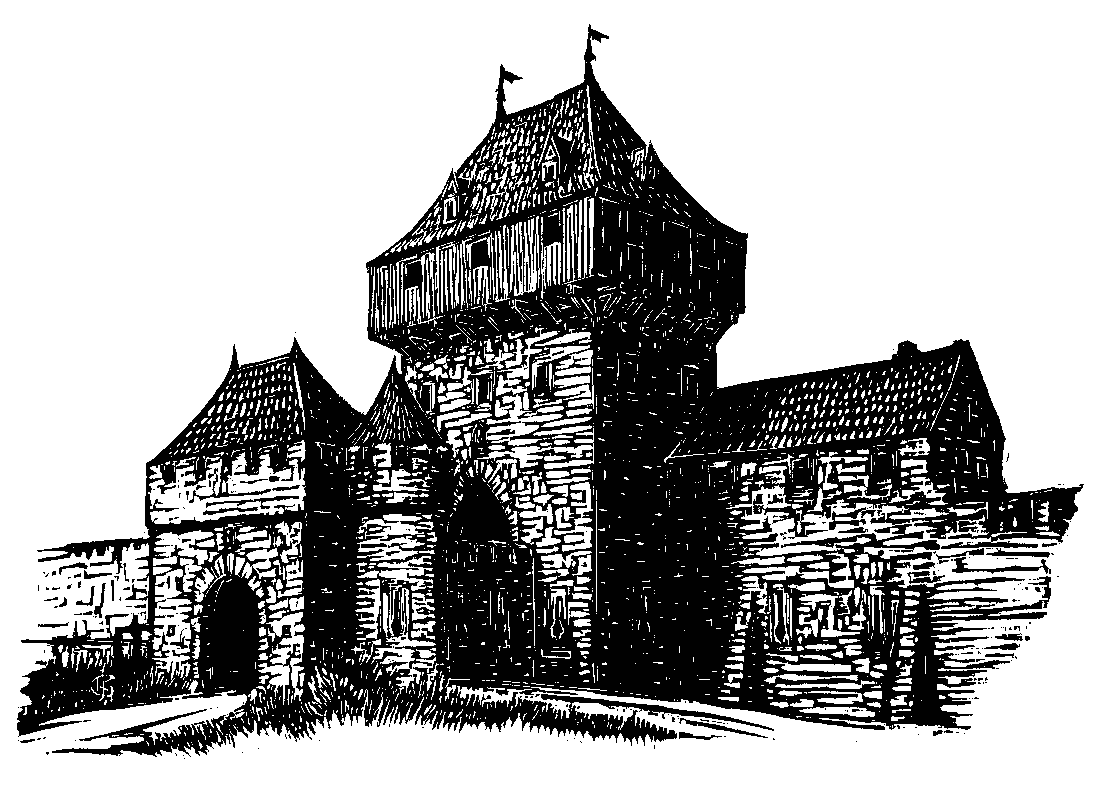
Rostor, Holzschnitt von Karl Josef Gollrad.

Das Rostor war ein Stadttor der ca. 1300 bis 1350 errichteten äußeren Stadtmauer der Stadt Aachen. Es ist nicht erhalten.

## Lage
Das Rostor stand im Südsüdwesten des äußeren Mauerrings zwischen Marschiertor und Jakobstor, wo sich heute der Hubertusplatz befindet. Zwischen Rostor und Marschiertor standen Karlsturm, Großer Pounellenturm und Kleiner Pounellenturm, zwischen Rostor und Jakobstor lediglich der Lavenstein. Direkt neben dem Rostor in Richtung Karlsturm stand eines der Wachthäuser der Aachener Stadtmauer.
In der direkten Nachbarschaft des Rostores trat die Pau in die Stadt ein. Der Bach konnte durch ein Wehr gestaut und gezielt in den Stadtgraben umgeleitet werden. Das hier gestaute Wasser reichte bis zum Großen Pounellenturm. Der Name des Grabens war Busen- oder Bosengraben (heute Boxgraben), was dem heutigen Wort Binsen oder Röhricht entspricht. Das vermittelt eine Vorstellung vom Zustand des Wassergrabens.

## Geschichte
Das Rostor wurde 1346 erstmals erwähnt. Da dort bereits von in dem Tor stehenden Geschützen gesprochen wird, ist anzunehmen, dass das Tor damals bereits fertiggestellt war.
Aufgrund von Napoleons Vorgaben, die militärische Bedeutung Aachens zu minimieren, wurden im ersten Viertel des 19. Jahrhunderts die Stadtmauer und zahlreiche Stadttore geschleift. Zu ihnen gehörte auch das vollständig zerstörte Rostor.

## Beschreibung
Das Rostor hatte nur eine untergeordnete Bedeutung, da es nur von einer Nebengasse auf einen kleinen Feldweg führte und nicht auf eine gut ausgebaute Straße. Daher war es kleiner angelegt als andere Stadttore.
Das Hauptgebäude war ein Vierkantbau mit einer Breite von 11,60 m und einer Tiefe von 6,70 m. Unter dem Dach befand sich ein hölzerner Umgang, durch dessen Bodenluken Angreifer mit Steinen beworfen werden konnten.
Die Barbakane, ebenfalls ein Viereckbau, hatte an der rechten Seite ein Rundtürmchen, in dem eine Treppe in das Obergeschoss führte.